# درگشنه
شهر درگشنه (به رومانیایی: Drăgăşani) در شهرستان ولچه در کشور رومانی واقع شده‌است. جمعیت این شهر ۲۲٬۴۹۹ نفر  است.